# Eckkopf (Goldberggruppe)
Der Eckkopf ist ein 2871 m ü. A. hoher Berg in der Goldberggruppe im österreichischen Bundesland Kärnten.

## Geografie

### Lage
Der Eckkopf liegt in der Gemeinde Großkirchheim zwischen Großem und Kleinem Zirknitztal. Er ist der südlichste Gipfel eines Grates, der sich nach Norden über Zirknitzspitze (2934 m), Rojacherspitze (2987 m) bis zum Alteck (2942 m) fortsetzt. Das Gebiet befindet sich im Nationalpark Hohe Tauern.

### Geologie
Auf dem Eckkopf gibt es Aufschlüsse von goldhaltigen Quarzgängen. Diese sind die südwestlichen Erweiterungen der in der Goldberggruppe früher bearbeiteten Adern.

## Anstieg
Ausgangspunkt für den Anstieg ist der Parkplatz auf 1715 Meter Seehöhe im Großen Zirknitztal, den man über eine Asphaltstraße von Döllach im Mölltal aus erreicht. Vom Parkplatz geht man wenige hundert Meter die Straße zurück und folgt dann dem markierten steilen Weg Richtung Färberkaser (2049 m). Weiter nordwärts erreicht man die Waldgrenze und der Weg wird flacher. Weiterhin auf Almboden passiert man die Ochsnerhütte (2263 m). Später wird der Weg felsiger und die letzten Meter vor dem Gipfel überwindet man in seilversichertem Fels. Hier bietet sich ein guter Ausblick auf Sonnblick und Hocharn im Norden, Großglockner im Nordwesten und die ganze Schobergruppe mit dem Petzeck im Westen.
Auf dem Weg befinden sich keine bewirtschafteten Hütten.
Das Gelände bietet sich auch für Schitouren im Winter an.